# Сенди, Йожеф
Йо́жеф Се́нди (венг. Szendi József ; 31 октября 1921 — 23 июля 2017) — венгерский архиепископ-эмерит, возглавлявший с 1983 по 1997 года епархию, а впоследствии архиепархию Веспрема.
Родился 31 октября 1921 года в Секешфехерваре. Рукоположен в священники 24 декабря 1944 года. В 1946 году защитил докторскую диссертацию по теологии. Служил в нескольких приходах, преподавал в семинарии.
5 апреля 1982 года назначен апостольским администратором епархии Веспрема, 21 апреля рукоположен в епископы, как титулярный епископ Стефаниака (Stephaniacum). 3 сентября 1983 года был назначен епископом Веспрема, после преобразования веспремской епархии в архиепархию 31 мая 1993 года стал её первым архиепископом. 14 августа 1997 года ушёл в отставку с поста ординария епархии, его преемником стал архиепископ Дьюла Марфи. В 2011 году награждён Орденом Заслуг.